# Ted Stridh
Ted Daniel Stridh, född 6 juni 1988 i Kalmar församling i Uppsala län, är en svensk barnboksförfattare. Han debuterade år 2023 med barnboken En hissnande resa.
Han har tidigare varit verksam som serietecknare och har publicerats i bland annat Glöd, Gefle Dagblad och Katusch!